# Jean-Rémy Palanque
Jean-Rémy Palanque, né à Marseille le  7 mars 1898 et mort à Aix-en-Provence le 2 juin 1988, est un historien du christianisme et de l'antiquité romaine.

## Biographie
Jean-Rémy Palanque est élève au lycée Thiers de Marseille, et a été professeur d'histoire ancienne à la Faculté des lettres de Montpellier, puis à l'Université d'Aix-en-Provence.
Il fut membre de l'Institut, Académie des inscriptions et belles-lettres (élu le 15 novembre 1968) et Président de la Société d'histoire religieuse de la France. Il a contribué, avec Henri-Irénée Marrou au renouveau de l'interprétation historique du Bas-Empire romain et du christianisme antique. Il a traduit et achevé en français les ouvrages que l'historien autrichien Ernst Stein (en) avait consacrés à l'histoire de l'antiquité tardive. Il a été décoré de la médaille de la résistance en 1945.
En 1950, il est à l'initiative de la création de la Fédération historique de Provence,.

## Publications
- Le témoignage de Socrates le Scholastique sur saint Ambroise, in Revue des études anciennes, tome 26, no 3 (juillet-septembre 1924), Feret, Bordeaux, 1924
- Une nouvelle histoire du Bas-Empire, in Revue historique, tome 164 (1930), Paris, 1930, p. 288-308
- Essai sur la préfecture du prétoire du Bas-Empire, 1933
- Saint Ambroise et l'Empire romain : contribution à l'histoire des rapports de l'Église et de l'État à la fin du IVe siècle, 1935
- Jean-Rémy Palanque, H. Davenson, Pierre Fabre... [et al.], Le christianisme et la fin du monde antique, Éditions de l'Abeille, Lyon, 1943
- Jean-Rémy Palanque... [et al.], Le christianisme et l'Occident barbare, Éditions du Cerf, Paris, 1945
- Les impérialismes antiques, Presses universitaires de France, coll. « Que sais-je ? », 1948
- Jean-Rémy Palanque, Étienne Delaruelle, La Gaule chrétienne à l'époque franque, in Revue d'histoire de l'Église de France, tome XXXVIII, no 131 (1952), Impr. André-Pauyé, Meaux, 1952
- André Latreille, Étienne Delaruelle, Jean-Rémy Palanque, [et René Rémond pour le tome 3], Histoire du catholicisme en France, Spes, Paris, 1957-1962, 3 vol. (351, 501, 693 p.)
- De Constantin à Charlemagne : à travers le chaos barbare, A. Fayard, coll. « Je sais - je crois. Septième partie, L'Église dans son histoire », 1959
- Catholiques libéraux et gallicans en France face au Concile du Vatican, 1867-1870, Ophrys, coll. « Publications des Annales de la Faculté des lettres d'Aix-en-Provence. Nouvelle série », Paris, 1962
- Jean-Rémy Palanque et Jean Chélini, Petite histoire des grands conciles, Desclée de Brouwer, coll. « Présence chrétienne », Paris, 1962
- Michel Meslin et Jean-Rémy Palanque (textes choisis et présentés par), Le christianisme antique, A. Colin, coll « U2. Série Histoire ancienne », Paris, 1967
- Jean-Rémy Palanque (dir.), Le diocèse de Marseille, Letouzey & Ané, coll. « Histoire des diocèses de France », Paris, 1967
- Montalembert et la marquise de Forbin d'Oppède, in Revue d'histoire de l'Église de France, 1970, p. 115-130
- Fernand Benoit, historien, in Revue d'études ligures, no 1-3, janvier-septembre 1967, Institut international d'études ligures, Bordighera, 1973
- Jean-Rémy Palanque (dir.), Le diocèse d'Aix-en-Provence, Beauchesne, coll. « Histoire des diocèses de France. Nouvelle série », Paris, 1975
- Jean-Rémy Palanque, Henri-Irénée Marrou, et al., Prosopographie chrétienne du Bas-Empire, Paris et al., en cours de publication depuis 1982 (1 : Afrique (303-533), par A. Mandouze ; 2 : Italie (313-604), sous la dir. de Ch. et L. Pietri ; 3 : Diocèse d'Asie (325-641), par S. Destephen).
- Cinzia Vismara, Philippe Pergola, Jean-Rémy Palanque, Vence à l'époque romaine, Association pour la défense et la promotion du patrimoine vençois, coll. « Publications pour la défense et la promotion du patrimoine vençois », Vence, 1989